# Paradossenus caricoi
Espèce
Paradossenus caricoi est une espèce d'araignées aranéomorphes de la famille des Trechaleidae.

## Distribution
Cette espèce se rencontre en Colombie, au Venezuela et au Guyana,.

## Description
La femelle holotype mesure 5,5 mm.
La carapace de la femelle décrite par Carico et Silva en 2010 mesure 2,4 mm de long sur 2,1 mm de large.

## Étymologie
Cette espèce est nommée en l'honneur de James E. Carico.

## Publication originale
- Sierwald, 1993 : Revision of the spider genus Paradossenus, with notes on the family Trechaleidae and the subfamily Rhoicininae (Araneae, Lycosoidea). Revue Arachnologique, vol. 10, no 3, p. 53-74.